# Impasse Barrier
L'impasse Barrier est une voie située dans le 12e arrondissement de Paris, en France.

## Origine du nom
La voie porte le nom du propriétaire du terrain sur lequel elle a été ouverte.

## Historique
La voie est ouverte sous sa dénomination actuelle vers 1867.